# Max Glass
Pour les articles homonymes, voir Glass.
Max Glass (né le 12 juin 1882 à Vienne et mort le 18 juillet 1964 à Paris 15e) est un réalisateur, scénariste et un producteur de cinéma autrichien.

## Biographie
Max Glass est né à Vienne en Autriche. Il est issu d'une famille juive mais il s'est plus tard converti au catholicisme. Il obtient un Philosophiæ doctor en philosophie à l'université de Vienne. Glass fait ses débuts dans l'industrie du film allemand en tant que journaliste, mais devient rapidement producteur. Au milieu des années 1920, il est à la tête de production à Terra Film avant démissionner pour monter sa propre société de production en 1928.
Après la prise de pouvoir des nazis en Allemagne en 1933, la société de production de Glass est fermée et il est obligé de s'exiler en France. Max Glass travaille alors à nouveau comme producteur. En 1942, le régime de Vichy lui enlève sa citoyenneté. Glass part alors au Brésil et aux États-Unis durant le reste du conflit, ne retournant en France qu'une fois la guerre terminée.

## Filmographie partielle

### Comme réalisateur
- 1923 : L'Homme au masque de fer (de) (Der Mann mit der eisernen Maske)
- 1923 : Bob und Mary (de)
- 1937 : La Reine des resquilleuses (co-réalisé avec Marco de Gastyne)
- 1952 : Le Chemin de Damas

### Comme scénariste
- 1925 : Gräfin Mariza (de) de Hans Steinhoff
- 1925 : Der Demütige und die Tänzerin d'Ewald André Dupont
- 1925 : Wenn Du eine Tante hast de Carl Boese
- 1926 : Warum sich scheiden lassen ? de Manfred Noa
- 1926 : Junges Blut de Manfred Noa
- 1926 : Wien - Berlin de Hans Steinhoff
- 1926 : Der Mann ohne Schlaf de Carl Boese
- 1927 : Svengali de Gennaro Righelli
- 1927 : Bigamie de Jaap Speyer
- 1927 : Heimweh de Gennaro Righelli
- 1928 : Leontines Ehemänner de Robert Wiene
- 1928 : Unfug der Liebe de Robert Wiene
- 1930 : Liebe im Ring de Reinhold Schünzel
- 1931 : Die Firma heiratet de Carl Wilhelm
- 1938 : La Tragédie impériale de Marcel L'Herbier
- 1939 : Entente cordiale de Marcel L'Herbier
- 1951 : Coq en pâte de Charles-Félix Tavano
- 1951 : Épouse ma veuve, court métrage, de Maurice Cam
- 1952 : Le Chemin de Damas de Max Glass

### Comme producteur
- 1927 : Svengali (1927)
- 1927 : Queen Louise (1927)
- 1929 : Grischa the Cook (1929)
- 1930 : Zwei Krawatten (1930)
- 1938 : La Tragédie impériale (1938)
- 1949 : Tête blonde (1949)
- 1951 : Épouse ma veuve, court métrage, de Maurice Cam
- 1952 : Le Chemin de Damas